# フレンデンベルク/ルール
フレンデンベルク/ルール (ドイツ語: Fröndenberg/Ruhr, ドイツ語発音: [ˈfrœnd̩nbɛrk]) は、ドイツ連邦共和国ノルトライン＝ヴェストファーレン州アルンスベルク行政管区のウナ郡に属す中規模郡所属市である。フレンデンベルク/ルール市は2003年6月1日まではフレンデンベルク市が公式の名称であった。

## 地理
フレンデンベルクはウナ郡南部に位置し、北はウナ、東はヴィッケデ、南はメンデンおよびイーザーローン、西はホルツヴィッケデと境を接している。ルール川は、南の市境の川であると同時に、ウナ郡とメルキッシャー郡との郡境でもある。
フレンデンベルクは、北西のルール地方から東のゾースト盆地や南のザウアーラントへの移行部にあたる。
西から東にハールシュトラングが市域を貫いている。この山並みは南はルール川の谷に向かって急斜面で、北はヘルヴェークに向かってなだらかに傾斜している。高さ 245 m のヘンリヒスクニューベルが本市の最高地点である。

### 市の構成
フレンデンベルク/ルールは、かつて4つの教会区/徴税区に分かれていた、合計14の地区で構成されている。
| 旧教会区/徴税区  | 地区名                   |
| ---------------- | ------------------------ |
| バウゼンハーゲン | バウゼンハーゲン         |
| バウゼンハーゲン | シュテントロプ           |
| バウゼンハーゲン | ベントロプ               |
| バウゼンハーゲン | ヴァールメン             |
| バウゼンハーゲン | フローンハウゼン         |
| バウゼンハーゲン | ナイメン                 |
| デルヴィヒ       | デルヴィヒ               |
| デルヴィヒ       | アルテンドルフ           |
| デルヴィヒ       | シュトリックヘルディッケ |
| デルヴィヒ       | アールダイ               |
| デルヴィヒ       | ラングシェーデ           |
| フレーメルン     | フレーメルン             |
| フレーメルン     | オストビューレン         |
| フレンデンベルク | フレンデンベルク         |

現在の中心地区フレンデンベルクには、ホーエンハイデとヴェスティックがある。これは20世紀初めに3つの町シュティフト、ドルフ、ヴェスティック・バイ・フレンデンベルクが合併して成立した。

## 歴史

### 先史時代、古代
フレンデンベルク＝デルヴィヒのウナアー通り沿いで鉄器時代の村落跡が発掘された。10 ha の産業地区建設予定地から、紀元前800年から紀元前後頃の家屋の柱跡、ゴミを捨てた穴、火葬された遺体を収めた骨壺が発見された。

### 近世のフレンデンベルクにおける鉱山採掘
石炭採掘は1575年に初めて記録されている。18世紀に初めて、シェーダ修道院が6年間にわたってシュトリックヘルディッケの谷に坑道が掘られた。
フローエ・アンジヒト坑は、1820年から1847年まで採掘が続けられ、さらに掘り進められた。第二次世界大戦後、石炭不足のため斜坑を介して古い坑道の下で再び採掘が行われた。1人の死者と多くの負傷者をだした事故の後、1953年に採掘は停止された。
この他にフレンデンベルク市内のフォスアッカー・バッハの谷にツーム・ヴィルデン・マン坑がある。この坑道ではおそらく1857年まで石炭採掘が行われていた。しかし石炭埋蔵量が比較的少なかったため、この坑道はすぐに閉鎖された。
ここにジオトープ遊歩道が開発された。フレンデンベルクの初期の採掘跡、そこにあるケッテンシュミーデ博物館（鎖鍛冶博物館）、ラングシェーデ流れ込み式水力発電施設、近くにあるメンデンのハリンゲン/フレンデンベルク水力発電所は、産業文化テーマツアーのルートの1つとなっている。

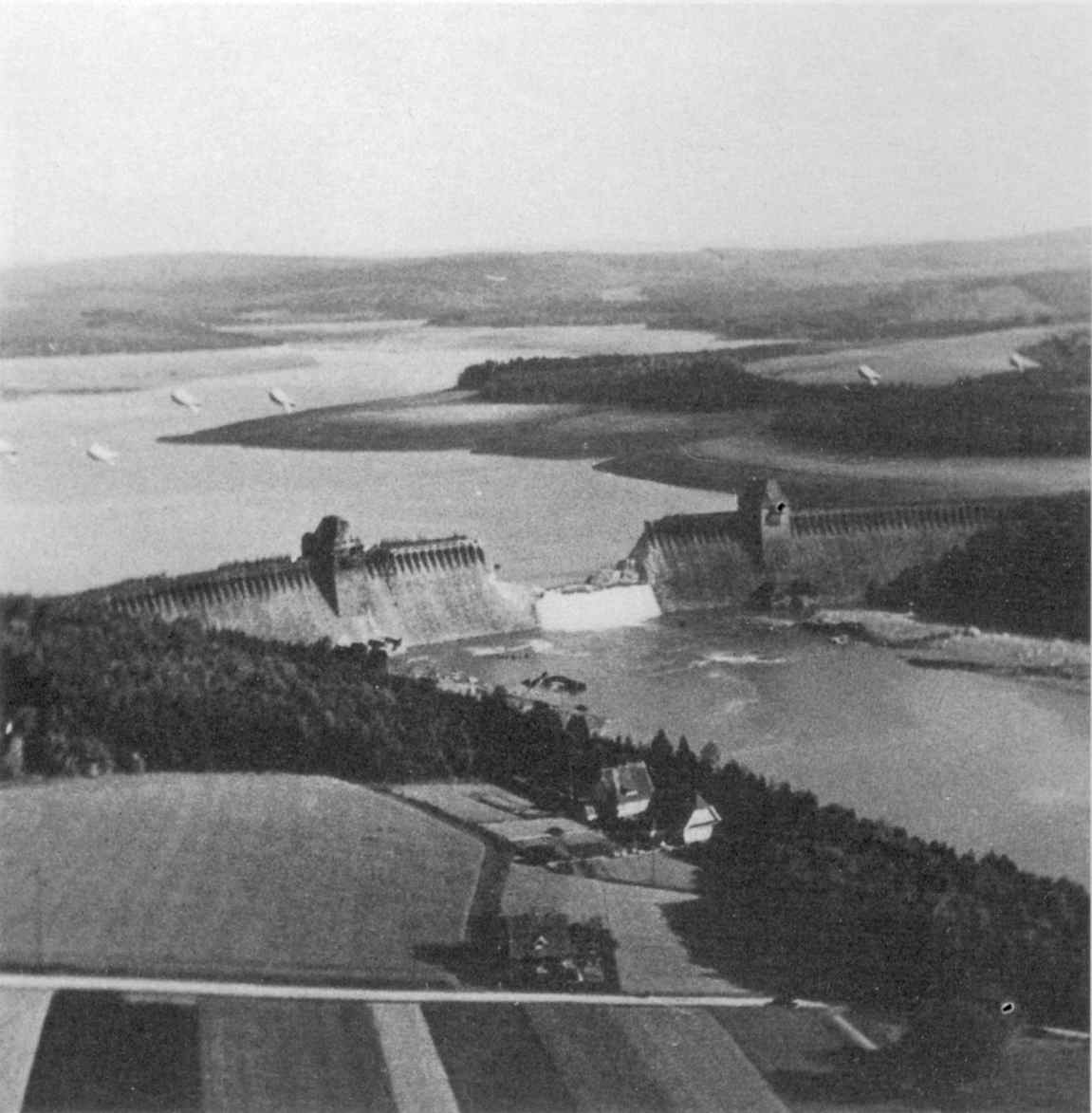
破壊されたメーネタールダム

### 1943年5月、メーネの惨劇
1943年5月17日の夜、メーネタール・ダムが破壊された（チャスタイズ作戦）ことで、堰止め湖からメーネ川に大量の水が流れ込んだ。これにより堰から約 20 km 下流に位置するフレンデンベルク近郊のルール川の谷にも津波が押し寄せた。津波は堰が破壊された約2時間後の02:45にこの街の一番外側の市区に到達した。現在のバーンホーフ通りでは、5月17日の04:00頃に水位がピークとなり、その深さは約 1.8 m に及んだ。この津波によって、ルール川に架かっていた道路橋も鉄道橋も破壊された。新しい橋に架け替えられていたラングシェーデのルール川の橋は、いくらかの損傷を除いて水圧に耐え抜いた。駅では機関車や車両が脱線し、一緒に押し流され、一部は横倒しとなった。デルヴィヒのクー橋は負荷に耐えられなかった。市内の11軒の家屋が全壊し、200軒が多かれ少なかれ被害を受けた。2の大企業 UNION とヒンメルマンは、18日から90日間休業した。フレンデンベルクとメンデンとの間の鉄道用仮橋が7月1日に、これに隣接する道路橋が8月18日に開通した。津波により、本市で36人が亡くなった。
カール＝ヴィルトシュッツ通りの新しい老人ホームに近い民家に表示されている水位と、単線のみ再建された鉄道橋がメーネの惨劇を今も伝えている。

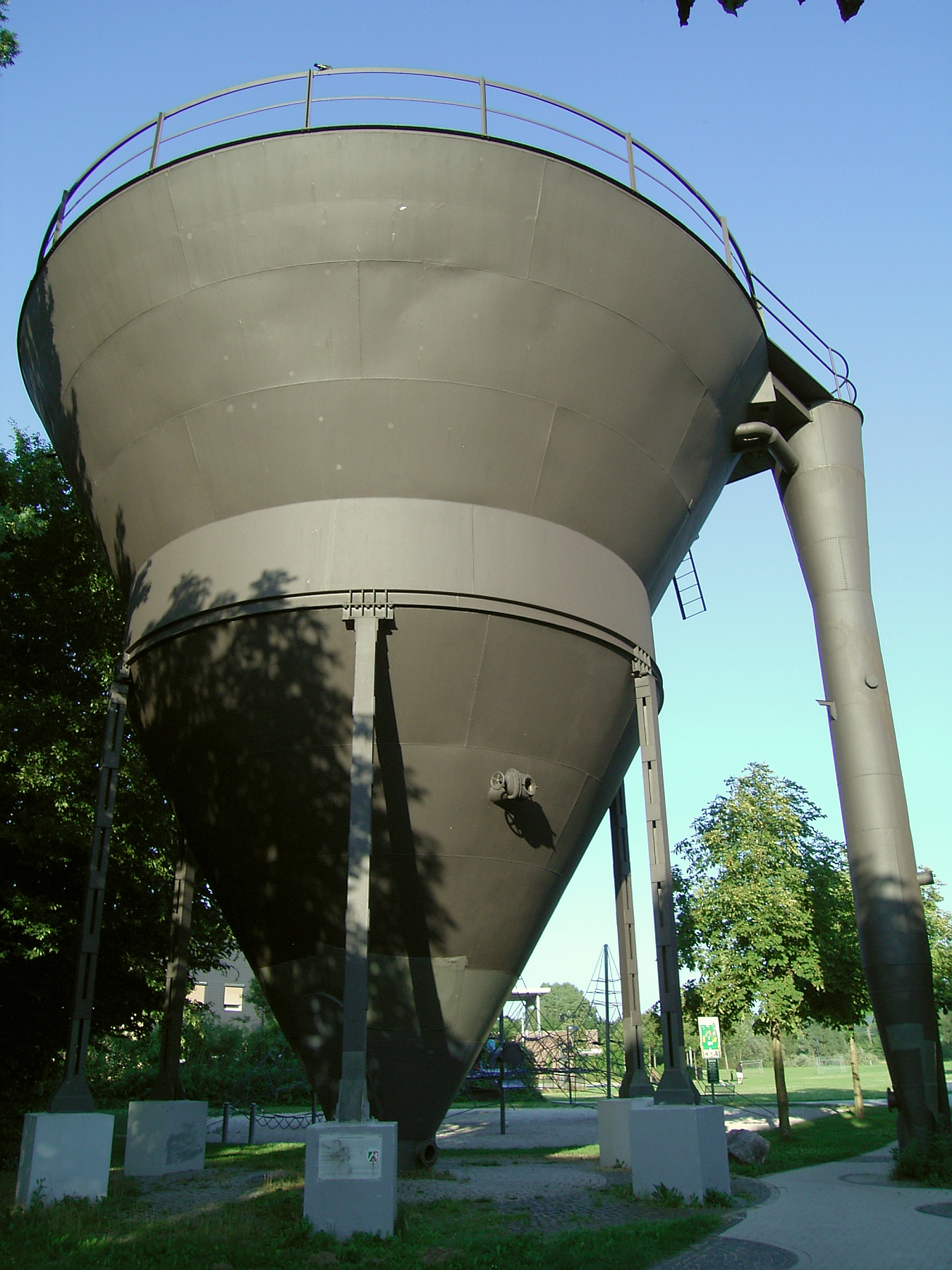
「フレンデンベルクの漏斗」

### 現代史
1980年代初めまで、フレンデンベルク中心部の景観は、現在のものとは大きく異なっていた。フレンデンベルクは、チェーン製造、製紙業、自転車部品の製造という3つの産業分野で利益を得ていた。特に UNION社（チェーン、自転車部品）とヴァイク＝ヒンメルマン（製紙業）がこの街のシルエット、労働市場、イメージを決定づけていた。
UNION社は、1899年にヴィルヘルム・フォイアーハーケ & Co. として設立された。この会社は、安価で、便利で、早い交通手段である自転車の普及から利益を受けた。ここでは自転車用のスポーク、ニップル、ペダルを製造した。この会社は現在のマルクト広場とフォン＝ティルピッツ通りとの間付近にあった。1970年代末に広場を拡張するための十分なスペースがなく、このため数 km 西のアールダイアー通りの旧アトランティック・ゴム工場跡地に移転することが決まった。市の中心部にあった工場の建物は1981年に爆破され、再開発地域に指定されていたエリアに、現在の住宅街、ビジネス街、大型駐車場が建設された。同じ時期、1991年に街を迂回するバイパス道路が完成し、アレー通りやかつての踏切（現在も歩行者専用踏切として残っている）における交通上の弊害が解消された。UNION社は1994年に閉鎖された。
鉄道の反対側、ルール川の河畔に1854年にヒンメルマン製紙工場が創設された。この会社は UNION に次ぐこの街で2番目に大きな雇用主であったが、1982年に企業活動を終了した。その後10年間ヒンメルマンの敷地には工場の建物が残っていた。1992年にゲッツ・ゲオルゲの映画「Schtonk!」の撮影のために工場の一部が爆破された。最終的にはこの敷地も更地にされた。最初は遊園地を建設する計画であったが、最終的には自由に出入りできる景観公園が建設された。ヒンメルマン工場の旧パルプ倉庫はフレンデンベルク鎖鍛冶博物館および催事センター「クルトゥールシュミーデ」（直訳: 文化の鍛冶屋）となった。屋根のない壁の一部は、いわゆるフォーラムを形成している。最も目立つものは、高さ 14 m のホーホライストゥングス＝トリヒターシュトッフ＝フェンガー（「フレンデンベルクの漏斗」）である。これは産業遺産として保存されており、マルクス・リュッペルツによって修復され署名がなされている。このルールウーファー景観公園は、2010年末に、かつての企業名にちなんでヒンメルマン公園と改名された。これ以後入口にF字型の青い鉄柱が立てられている。2011年、ルール川の堰の近くに、「ルールバルコニー」が公式にオープンした。これはルール川の数メートル上に船首型に張り出した展望台である。

### 行政史
自治体フレンデンベルクは、1902年4月1日にそれまでのドルフ・フレンデンベルク、シュティフト・フレンデンベルク、ヴェスティック・バイ・フレンデンベルクから形成された。この町はハム郡に属し、1930年10月17日に旧ハム郡から創設されたウナ郡に移管された。1952年10月28日からフレンデンベルクは「市」になった。1968年1月1日にアルテンドルフ、バウゼンハーゲン、フローンハウゼン、フレーメルン、ラングシェーデ、ナイメン、オストビューレン、シュテントロプ、シュトリックヘルディッケ、ヴァルメンが合併した。1969年7月1日に旧ベントロプの一部がこれに加わった。フレンデンベルクは1975年1月1日以降、範囲が完全に変更されたウナ郡に属している。

### 人口推移

フレンデンベルク/ルールの人口推移

## 住民

### 人口統計
Wegweiser-Kommune が公開している人口統計、社会統合、社会学分野のデータによれば、フレンデンベルクの数値は以下の通りである。
- 18歳未満の比率: 15.8 %（2019年現在）
- 65歳以上の比率: 24.2 %（2019年現在）
- 外国人の比率: 8.1 %（2019年現在）
- 失業率（労働人口（15歳から64歳）に占める失業者の割合）: 4.1 %（2019年現在）

### 宗教統計
Zensus 2011 によれば、住民の 40.0 % が福音主義信者、37.7 % がローマ＝カトリック信者、22.2 % がその他の宗教の信者または無宗教であった。カトリックや特に福音主義の信者数はこれ以後減少している。2020年3月末の時点では、福音主義信者は 7,577人 (35.4 %)、ローマ＝カトリック信者は 7,442人 (34.8 %)、その他の宗教の信者や無宗教者は 6,339人 (29.6 %) である。

## 行政

### 議会
フレンデンベルク/ルールの市議会は、選出された34人の議員と市長からなる。

### 首長
1975年から1999年までフレンデンベルクの市長は名誉職であったが、1999年以降は専任の市長となった。
- 1975年 - 1984年: フリードリヒ・ヴェスターマン (CDU)
- 1984年 - 1994年: ヴィルヘルム・デンマー (SPD)
- 1994年 - 1998年: クリスタ・ビュッシャー (CDU)
- 1999年 - 2009年: エゴン・クラウゼ (SPD)[16]
- 2009年 - 2020年: フリードリヒ＝ヴィルヘルム・レッベ (SPD)[17]
- 2020年 - : ザビーナ・ミュラー (SPD)[18]

### 姉妹都市
- ブリュエ＝ラ＝ビュイシエール（フランス、パ＝ド＝カレー県）1964年
- ハルタ（ドイツ語版、英語版）（ドイツ、ザクセン州）1991年

1989年5月6日からオランダのウィンスホーテンと締結していた姉妹都市協定は2017年8月に解消された。

### 紋章
図柄: 市の紋章は金地で、三層の赤 - 銀の市松模様の横帯から現れる聖マルティヌスの胸像。聖マルティヌスはフレンデンベルク修道院教会の守護聖人である。

## 文化と見所

### 建築

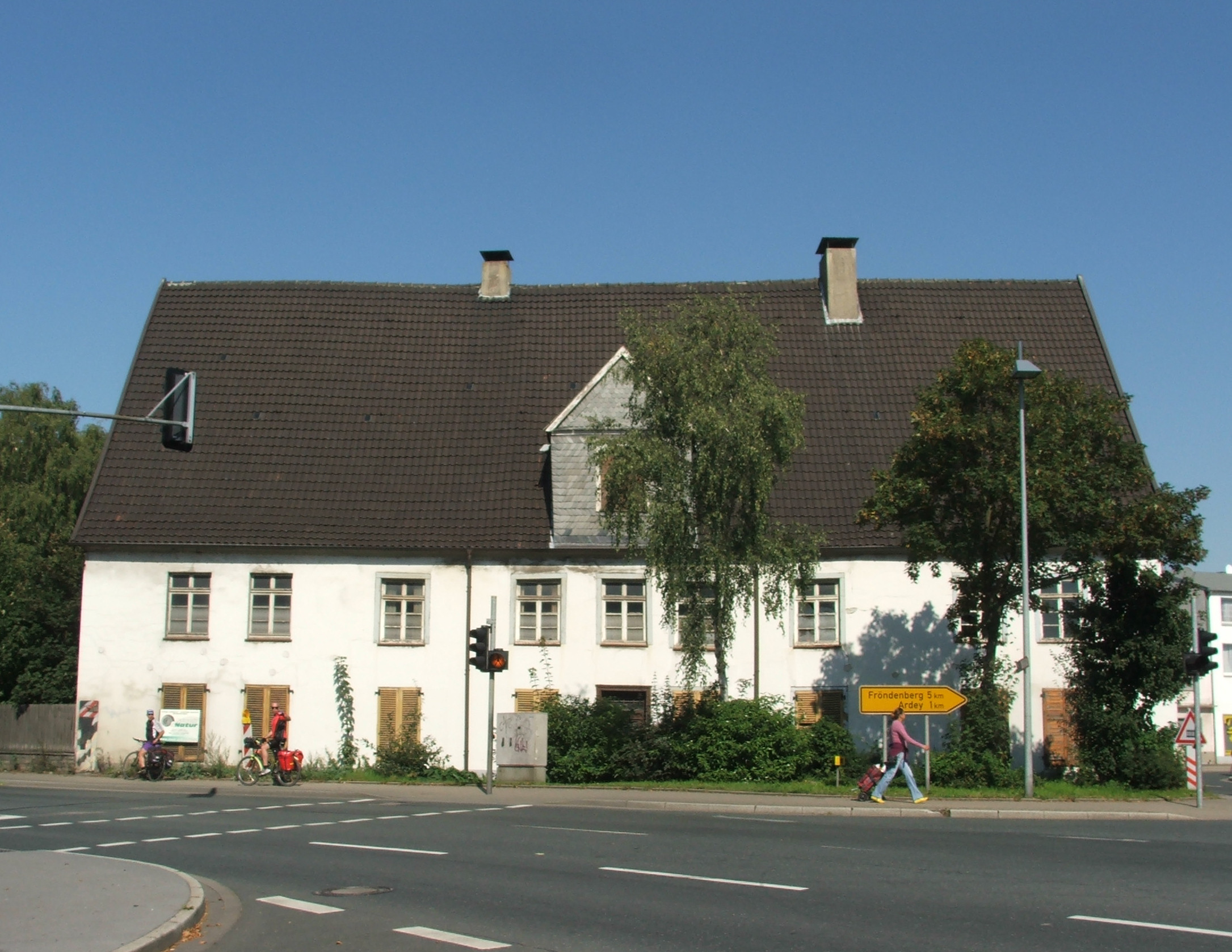
ショッペ館

- フレンデンベルク修道院教会。15世紀に何段階もの工期を経て建設されたマルク伯の廟所教会である。現在は福音主義教会が利用している。内部には豊かな装飾が施されており、なかでも、いわゆるフレンデンベルクの祭壇作家によるゴシック様式の有翼祭壇、バロック様式の主祭壇、バロック・オルガン、様々な伯の墓碑などは見応えがある。
- カトリックの聖マリエン教会。1893年から1895年にネオゴシック様式で建設された。
- ラングシェーデのショッペ館
- アルテンドルフのアルテンドルフ館
- デルヴィヒ福音主義教会
- フローンハウゼンのクリストケーニヒ教会

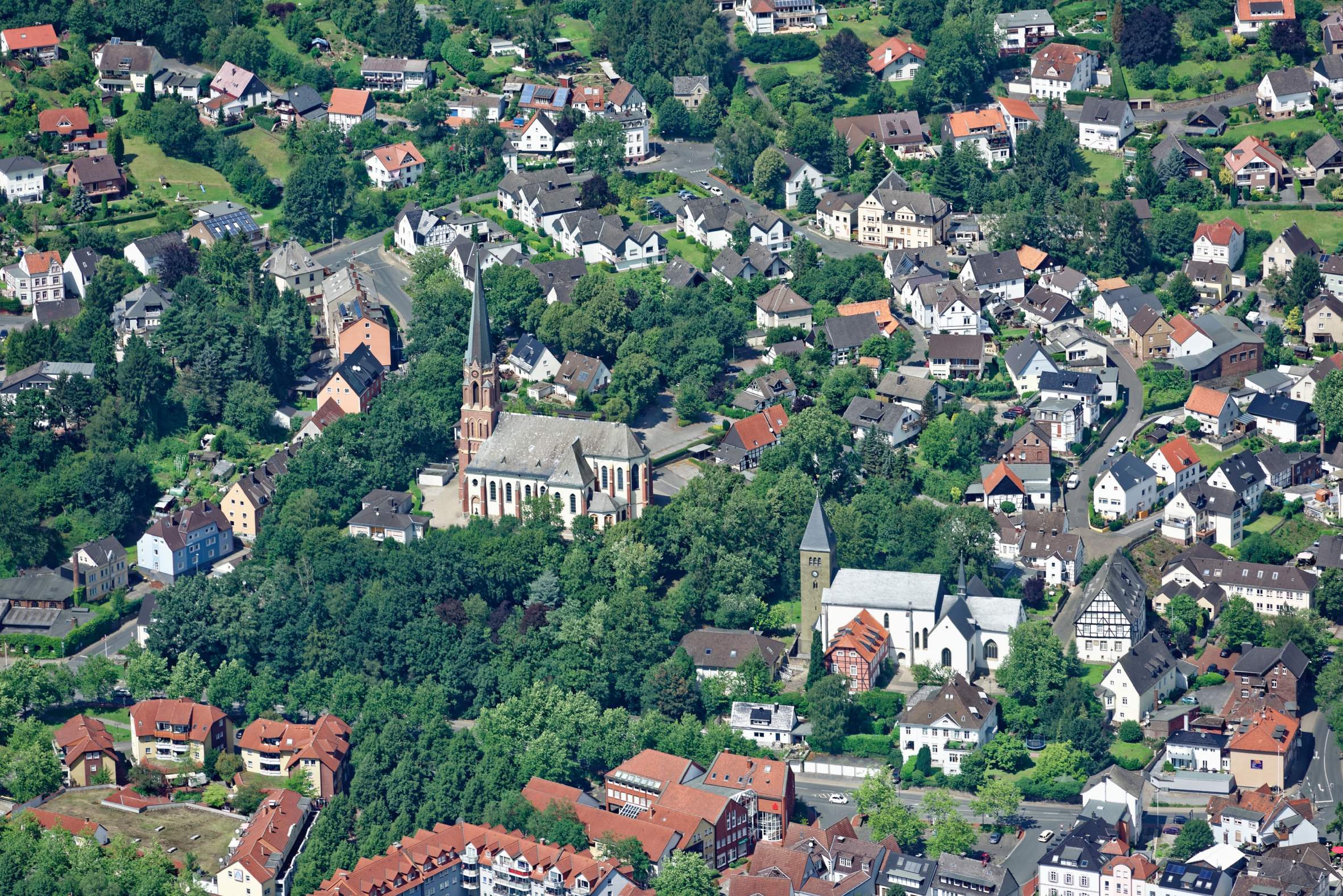
製マリエン教会（中央左上）と修道院教会（中央右下）
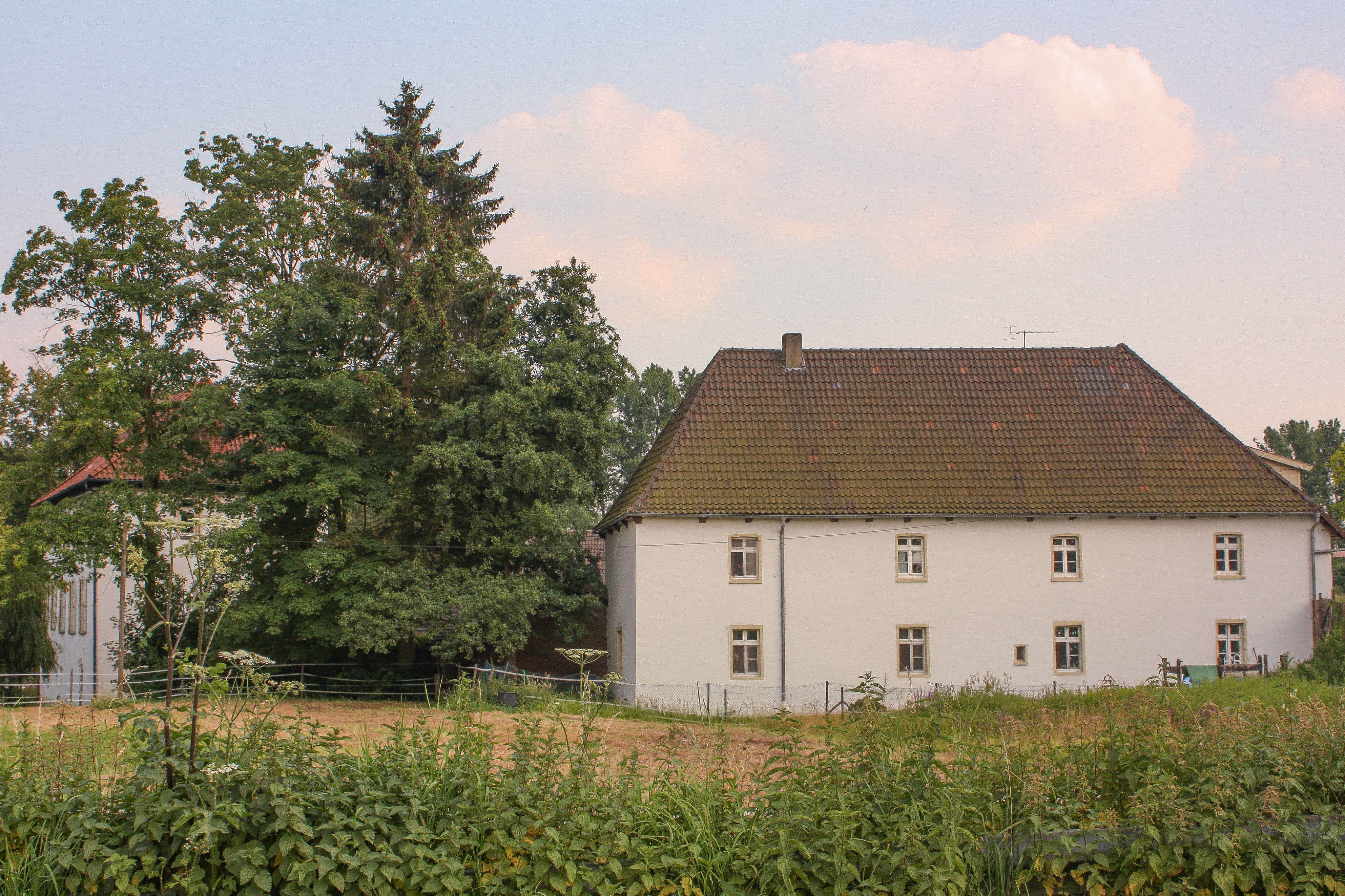
アルテンドルフ館
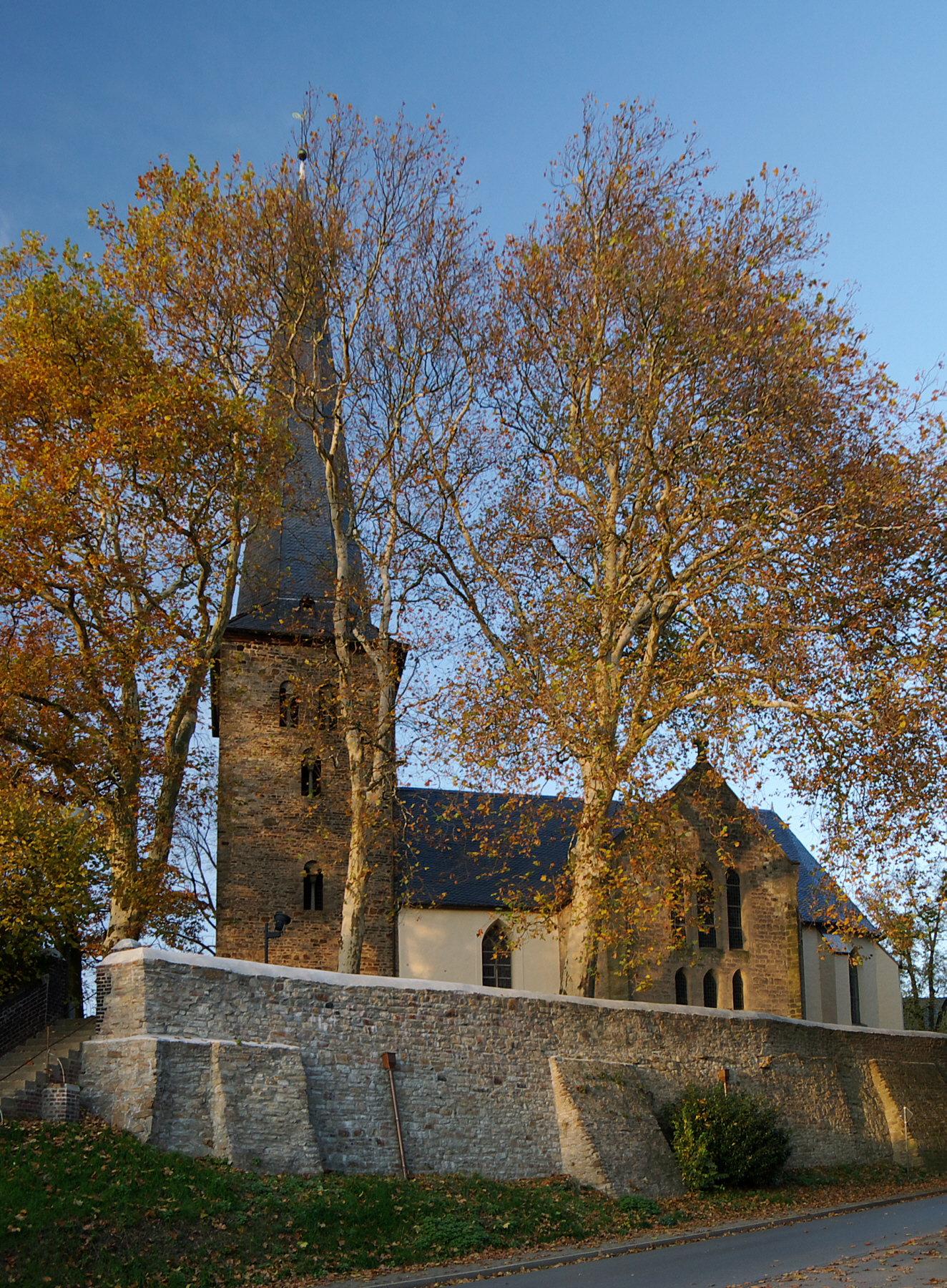
デルヴィヒ福音主義教会
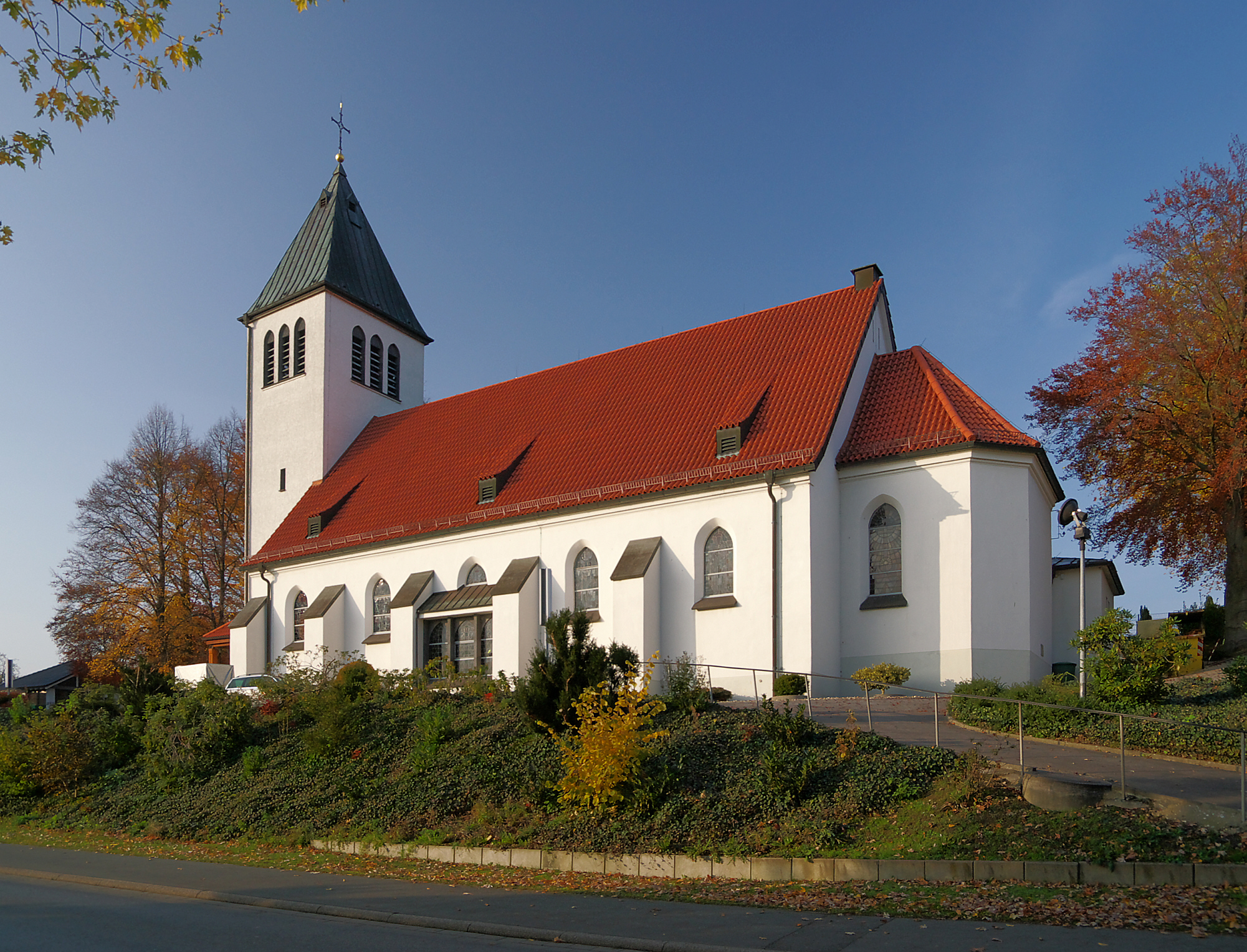
クリストケーニヒ教会

### 遺跡
- アールダイ城とヒューネンクニュファー城は、わずかな壁跡だけが遺されている。

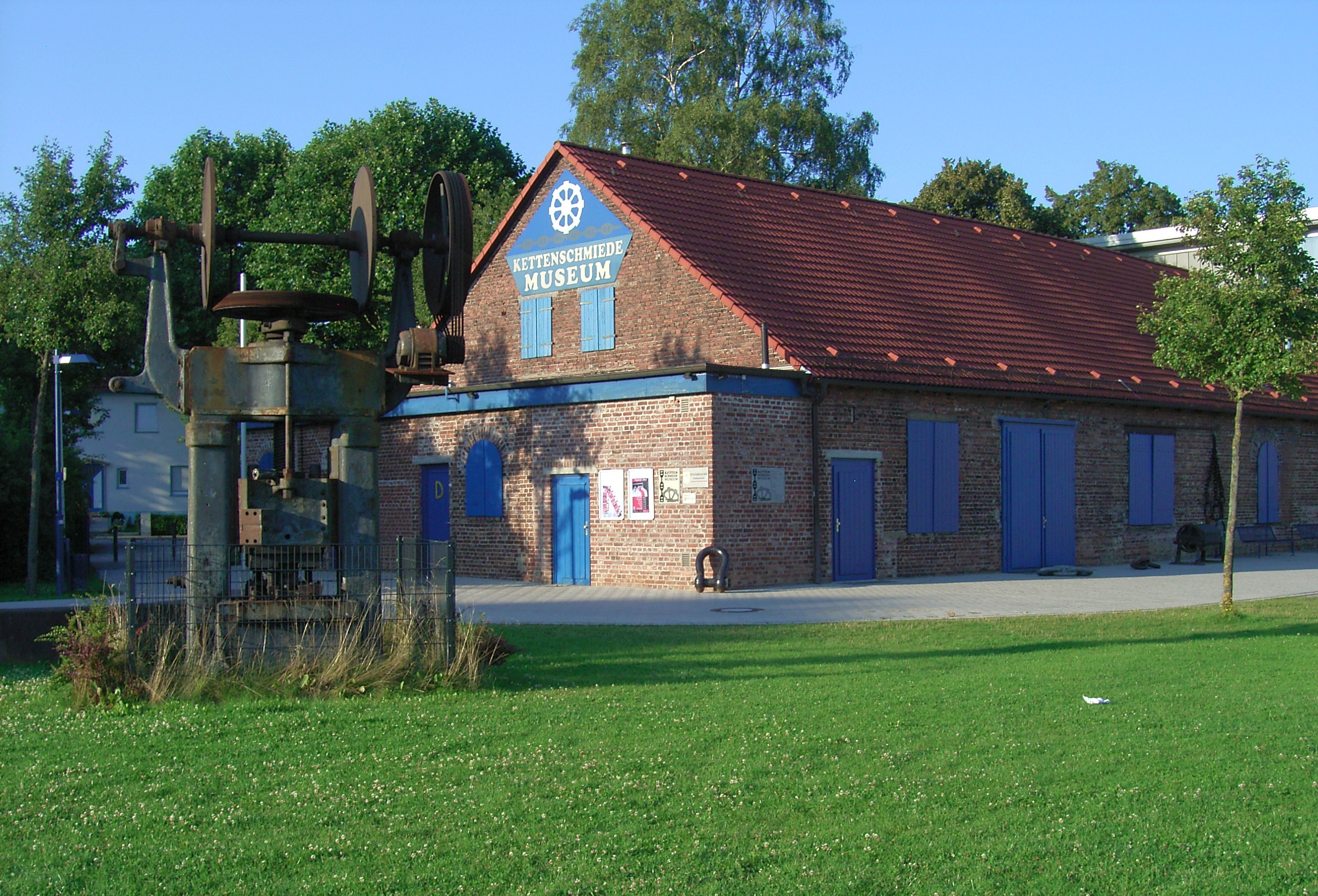
フレンデンベルク鎖博物館

### 博物館
- 旧製紙工場の建物には、現在、鎖鍛冶博物館が入っている。
- 旧修道院長館の上階に地元の郷土協会により運営されている市の郷土博物館がある。

### 公共スペースの芸術作品
フレンデンベルク市は、2002年から文化プロジェクト「ヘルヴェーク − 光の道」に参加している。これに伴い2005年に芸術家ティルマン・キュンツェルの「Lighting Blue(s)」というタイトルの光アコースティック作品を内市街に設置した。これは泡立つルール川の水のビデオを、対応する音をつけて、下からガラス板に投影する作品である。この作品は公開直前に破損したが、夏季の半年間は稼働しており、見ることができる。
2つめの芸術的な泉はヴェスティック市区のヒンデンブルクハインにある。取り外されたコンクリート製の水盤には大きな日時計が描かれていた。時間を読み取るには、陰を造るものとしてたとえば腕を伸ばすなどの格好で、インタラクティブに泉に乗らなければならなかった。この泉の荒廃した状態はすでに何度も住民討論の議題となっているが、様々な意見にしたがって調整が必要である。
同じくヴェスティック市区のルール自転車道沿いに、2009年からペーター・トラウトナーの作品「Winnie」がある。

### プール
フレンデンベルクには2つの屋外プールがある。レーンバートは市の中心部の北側にあり、1999年にリノベーションされた。もう1つの屋外プールはデルヴィヒにある。2つのプールはともにフレンデンベルク/ルールの市施設局によって運営されている。2011年2月に施設局は、経済的理由によりデルヴィヒの屋外プールを2011年シーズンから運用しない予定であることを発表した。その結果、デルヴィヒ地区の屋外プールを保持するための活動連盟が結成された。屋外プールの他にフレンデンベルクには2つの水泳学習用プールがある。1つはオーヴァーベルクシューレに、もう1つはラングシェーデのゾネンベルクシューレにある。

### スポーツ
フレンデンベルクは、自転車競技の世界では全長 1200 m、平均斜度 7.7 % のオイレ（山）がチャレンジの場として知られている。オイレは、1990年代まで長年にわたって、上級ロードレース「ルント・ウム・ドルトムント」（直訳: ドルトムント周辺レース）において決定的な役割を担った崖であった。1999年には自転車プロ競技のドイツツアーが「オイレ」を通った。このレースは2006年8月2日と2008年6月24日にも繰り返し開催された。2008年のイベントの中で、オイレは、第15回ノルトライン＝ヴェストファーレン州警察自転車競技選手権のコースルートの一部になった。
フレンデンベルク市内には、6つの特筆すべき自転車道/遊歩道が存在する。最も有名なのがルール川のヴィンターベルクの水源からデュースブルク近郊でライン川に注ぐ河口までをたどるルールタール自転車道である。この自転車道はナイメンとヴェスティックを横断し、ルール川の堤防を通って川を渡ってメンデン (ザウアーラント)に入る。数 km 後、ラングシェーデ付近で再びルール川を渡って戻る。自転車道はここから鉄道と並行してシュヴェールテ方面に向かう。フレンデンベルクはこの自転車道のほぼ中間付近に位置している。
2番目に大きなルートがハッティンゲンからアルテンベーケンに至るヴェストファーレン遊歩道で、フレーメルン、ホーエンハイデ、シュテントロプ、バウゼンハーゲンを通っている。この他の広域自転車道としては、全長 480 km のカイザー＝ルートがフレンデンベルクを通っている。この自転車道はアーヘンから来てアルテンドルフ、デルヴィヒ、アールダイ、フレンデンベルク内市街、ナイメンを通り、パーダーボルン方面へ向かう。
ツァベル＝ルートは、フレンデンベルクの自転車競技者の周回路レーニングコースである。このルートはフレンデンベルク市庁舎からヴェスティックを通り、ルール川沿いをヴィッケデまで（グート・シェーダを通らない別ルート「山コースのないファミリーラウンド」がある）行き、その後メンデンの市域を通って再びスタート地点に戻る。
この他に特筆すべき短い遊歩道が2本ある。その1つはジオトープの遊歩道である。この遊歩道はアールダイ駅からケッセビューレン、フレーメルン、ゴルフ場を通る周回遊歩道で、地史学上あるいは地形学上重要な場所を含んでいる。これにより、タブラウクの古い採掘鉱山やヴィルダー・マン坑、迷子石、採石場を見ることができる。
メディタティオーンスヴェーク（直訳: 瞑想の道）はこれよりもやや短く、オアゼ・シュテントロプとバウゼンハーゲンの教会とを結んでいる。この道の傍らには「アウスブリッケ」と呼ばれる地点があり、休憩と瞑想が勧められている。
本市には18ホールのゴルフ場が2つある。

## 経済と社会資本

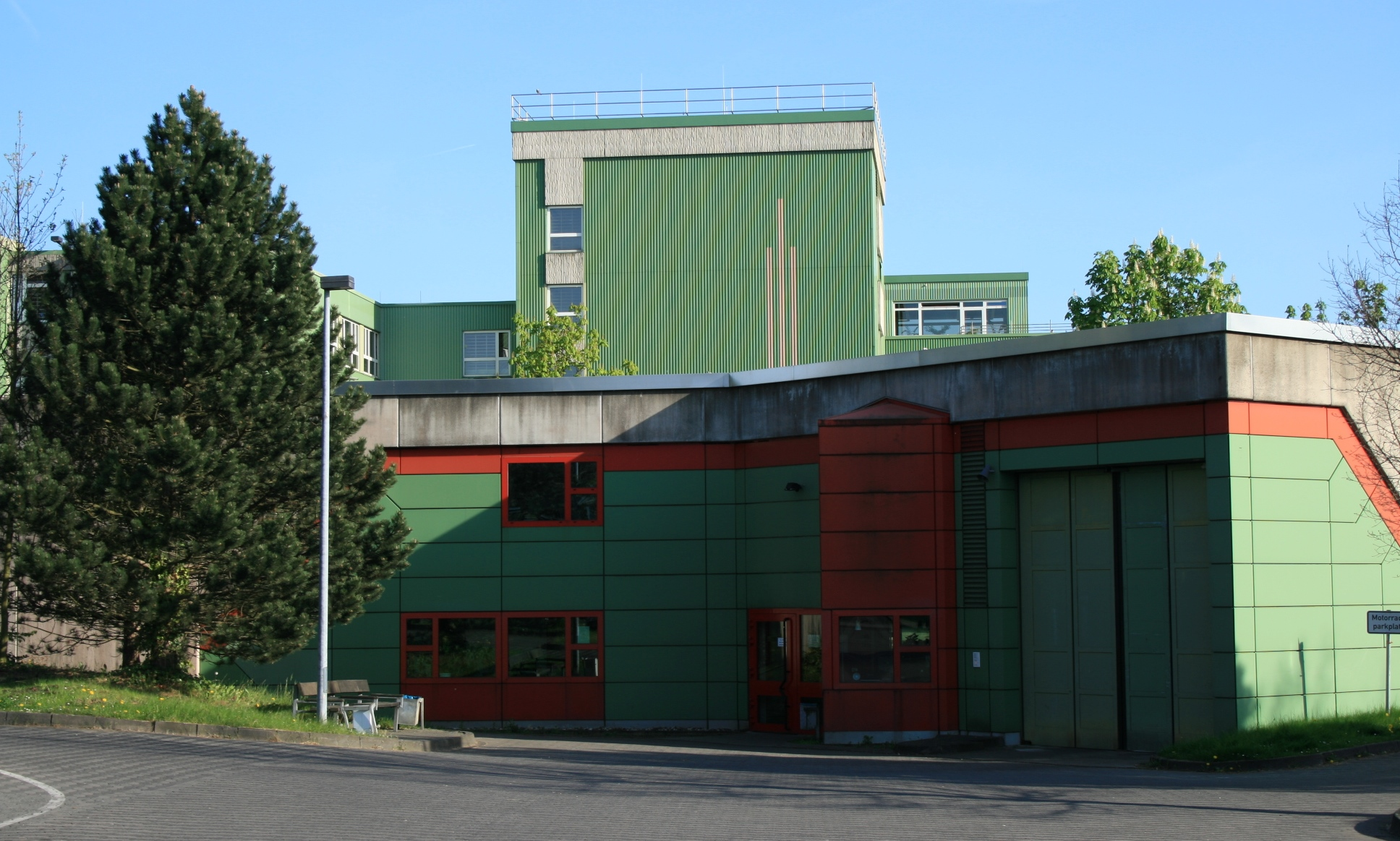
ノルトライン＝ヴェストファーレン州刑務所病院

フレンデンベルク/ルールは、住民1人あたりの平均一次所得がウナ郡で高い街の1つである。州レベルで比較すると、2016年の平均可処分所得は、ノルトライン＝ヴェストファーレン州の396の市町村中80位に位置づけられている。フレンデンベルク/ルールはドイツ全体の中でも所得の高い街の1つである。
フレンデンベルクにはノルトライン＝ヴェストファーレン州刑務所病院がある。この種の施設としてはヨーロッパ最大のもので、ノルトライン＝ヴェストファーレン州で収監されている約18,500人に医療提供を行っている。この病院は本市最大の雇用主である。フレンデンベルク市民に対する医療提供は隣接するウナ市やメンデン市の病院が行っている。

### 交通

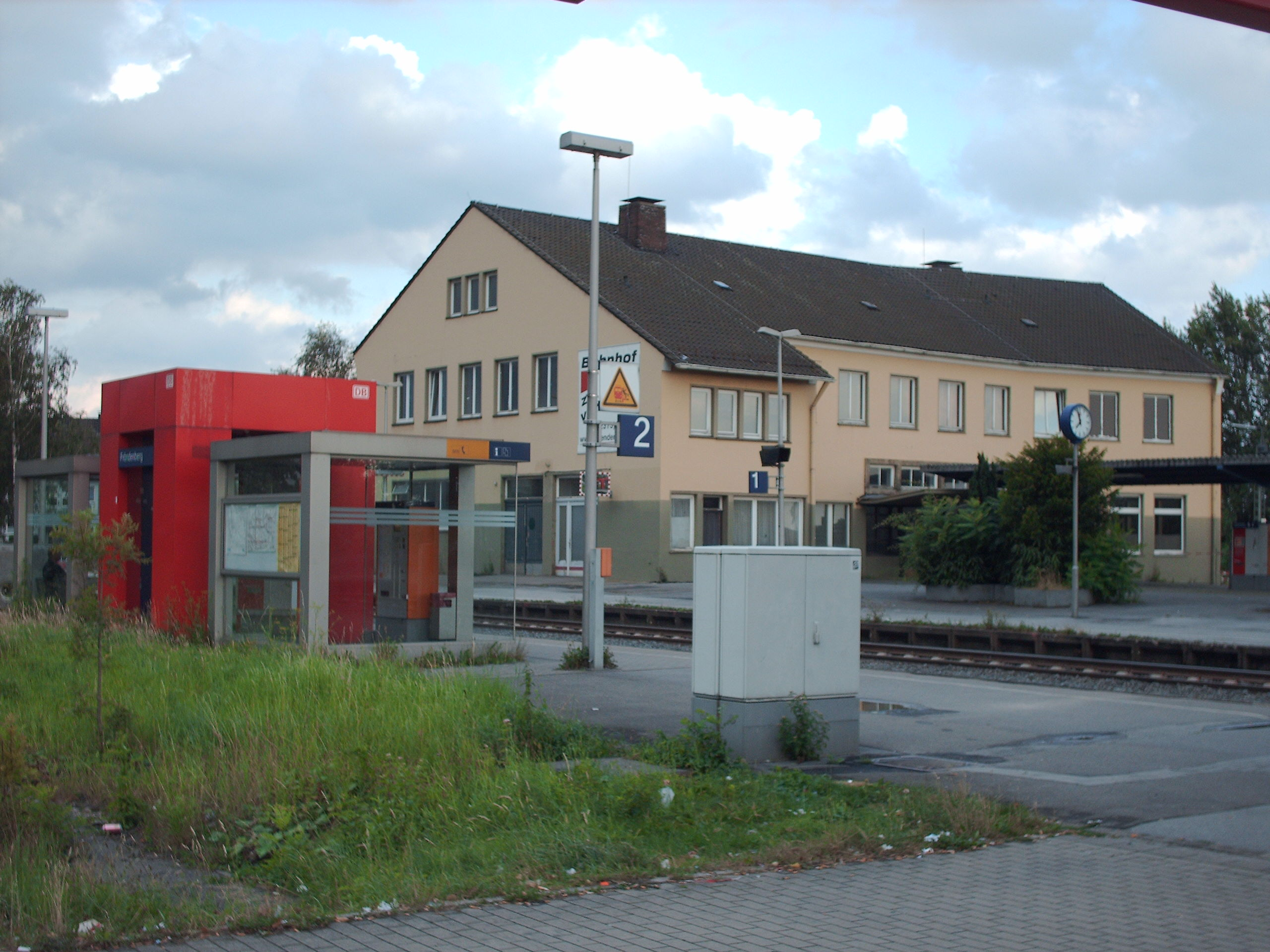
フレンデンベルク駅

#### 鉄道
1870年にこの区間が建設されたハーゲンからヴァールブルクへのオーベーレ・ルールタール鉄道（時刻表路線番号 435）が西から東に走っている。1983年まではラングスシェーデ、1979年まではヴァルメンからも利用できた。現在、列車は市の中心部に位置するフレンデンベルク駅に停車するだけである。列車は、近郊交通路線の RE 17 ザウアーラント＝エクスプレス（ハーゲン - ヴァールブルク、一部はカッセル＝ヴィルヘルムスヘーエ行き）および RE 57 ドルトムント＝ザウアーラント＝エクスプレス（ドルトムント - ベストヴィヒまたは2時間ごとにヴィンターベルク行きの列車もある）が運行している。フレンデンベルク駅から東側では1時間ごとにベストヴィヒまで列車が運行しており、ルール地方への迅速な接続を行っている。
フレンデンベルク駅から北に向かう路線もある。1899年に完成したフレンデンベルク - ウナ線である。南からは1872年に最初の区間が開通したレトマーテ - フレンデンベルク線が通っており、フレンデンベルク駅の南側でルール川を渡る。この両路線は合わせて時刻表路線番号 437 として掲載されており、ウナからノイエンラーデまで RB 54 ヘネタール鉄道が運行している。ウナまでの区間にはさらに、アールダイとフレーメルンの2つの駅がある。ワイヤー工場に近いフレンデンベルク西駅は1962年に廃止された。
フレンデンベルクの駅舎解体後、1957年に、オーベーレ・ルールタール鉄道と南に分岐してメンデンに向かう路線との間に新しい駅舎が建設された。2008年9月末に、長年空き家であった建物にラートホテルが開業した。これは主にルールタール自転車道を旅するサイクリストのための施設である。かつての貨物駅の跡地には現在バス停、パーク・アンド・ライド用駐車場、食料品ディスカウントショップ、飲料マーケット、軽食スタンド、タクシーセンター、花屋、パン屋がある。

#### 道路
以下の連邦道 (B) や州道 (L) が、フレンデンベルクを通っている。
- B233号線: ヴェルネ（B54号線から分岐）からベルクカーメン、カーメン、ウナを経由する。フレンデンベルク西部を南北に通る。イーザーローンでアウトバーン A46号線に接続して終点となる。
- L673号線: ハーゲンでのL675号線からの分岐を起点とする。ルール川の北をシュヴェールテを経由して、フレンデンベルクを東西に貫く。ヴィッケデを通過した後、エンゼのブレーメン地区でB516号線に合流する。
- L679号線: ウナからフレーメルンとフレンデンベルク中心部を通ってメンデンに至り、ここで B7号線に接続して終点となる。
- L881号線: ハムのボックム＝ヘーフェル市区の L844号線を起点とする。ヘリンゲン、ベーネン（ここで中断する）、ウナ＝ヴェストヘンメルデ、バウゼンハーゲンを経由してフローンハウゼンに至る。ここでL673号線と合流して終点となる。

最寄りのアウトバーンのインターチェンジは、約 11 km 北にある A44号線（ドルトムント - カッセル）のウナ東インターチェンジ、約 15 km 南にある A46号線（ハーゲン - ヘーマー）のイーザーローン＝ザイラーゼー・インターチェンジ、約 12 km 東に位置する A445号線（ヴェルル - アルンスベルク）のヴィッケデ (ルール)・インターチェンジである。

### メディア
フレンデンベルクでは、ヘルヴァーガー・アンツァイガー、ヴェストファーレンポスト、ヴェストフェリシェ・ルントシャウといった日刊紙が刊行されている。いずれもこの街向けの地方面を有している。近隣のラジオ放送では、アンテナ・ウナ、ラジオ MK、ラジオ・ハーゲン、ラジオ・ドルトムント 91.2、北部地区ではラジオ・リッペ・ヴェレ・ハムやヘルヴェーク・ラジオが受信できる。

## 人物

### 出身者
- エルンスト・ヴィルヘルム・ヘングステンベルク（ドイツ語版、英語版）（1802年 - 1869年）福音主義神学者
- アルトゥール・ヨナート（1909年 - 1963年）陸上競技選手。1932年ロサンゼルスオリンピック 100m 銅メダリスト、4×100m 銀メダリスト
- トーマス・レーン（1958年 - ）音楽家、シンセサイザー奏者。

### ゆかりの人物
- フランツ＝ヨーゼフ・ボーデ（ドイツ語版、英語版）（1951年 - ）オスナブリュック司教（ドイツ語版、英語版）。1986年から1991年まで聖マリエン教会の司祭を務めた。
- ダーフィト・ブラッハ（ドイツ語版、英語版）（1990年 - ）サッカー選手。FC 09 フレンデンベルクのジュニアチームからキャリアをスタートした。

## 関連図書
- Stefan Klemp (1997). „Richtige Nazis hat es hier nicht gegeben“. Nationalsozialismus in einer Kleinstadt am Rande des Ruhrgebiets. Münster: LIT Verlag. ISBN 978-3-8258-3324-4、2000年に第2版が刊行された。
- 雑誌  Fröndenberger Ausblick （PDF版） 2021年9月11日閲覧。